# Berghausen (Reichshof)
Berghausen ist ein Ort von 106 Ortschaften der Gemeinde Reichshof im Oberbergischen Kreis im nordrhein-westfälischen Regierungsbezirk Köln in Deutschland.

## Lage und Beschreibung
Berghausen liegt westlich von Eckenhagen, die nächstgelegenen Zentren sind Gummersbach (10 km nordwestlich), Köln (54 km westlich) und Siegen (46 km südöstlich).

## Erstnennung
1492 wurde der Ort das erste Mal urkundlich erwähnt und zwar „Hannes von Berchuyssen ist Zeuge bei der Feststellung der bergischen Rechte im Eigen von Eckenhagen.“
Schreibweise der Erstnennung: Berchuyssen
Berghausen, schon in der Mercatorkarte des „Eigen von Eckenhagen“ von 1575 mit diesem Namen aufgeführt, hat einen naturbestimmten Namen „Ansitz auf dem Berge“.

## Geschichte
Im Kirchspiel Eckenhagen bestanden bis in den Anfang des 19. Jahrhunderts hinein, wo die rechtlichen Unterschiede zwischen Ritter-, Sattel- und Bauerngut gänzlich beseitigt wurden, 6 Sattelgüter, u. a. Alpe. Dieses umfasste die „10 Aggerhöfe“, neben Berghausen noch
Ober- und Niederalpe, Hunsheim, Ohlhagen, Fahrenberg, Seifen, Merkausen, Allinghausen, Dorn und Allenbach.
Den Unterlagen des Alper Bürger Club ist zu entnehmen, dass sich dort stattliche Steinbauten um einen wehrhaften Bergfried erhoben, wo sonst doch die Ortschaften nur durch niedrige Fachwerkhäuser geprägt waren. Als „ein Schloß und Adelicher seß (Sitz)“ sind beide Plätze („In der Olpe“ und „In der nider Olpe“) bezeichnet.
Die im Jahre 1575 ausgewiesenen „Eigen von Eckenhagen“ bestanden aus 2 Kirch- oder Pfarrdörfern, 83 Weilern und 18 Einzelhöfen.
Von allen verpflichteten Gütern und Grundstücken wurde der Schatz oder die zwangsweise zu erhebende Steuer, ursprünglich von der Bede oder freiwilligen Steuer unterschieden, erhoben. Nach den Kellnereirechnungen von 1749 war es Aufgabe der Honschaften im Eigen von Eckenhagen, die Abgaben in den 105 Ortschaften für das Amt Windeck zu erheben. Berghausen war von der Zahlung befreit.
| Bevölkerungsentwicklung | Bevölkerungsentwicklung |
| Jahr                    | Einwohner               |
| ----------------------- | ----------------------- |
| 1946                    | 85                      |
| 1991                    | 462                     |
| 2005                    | 663                     |
| 2008                    | 672                     |
| 2017                    | 677                     |
| 2018                    | 687                     |
| 2019                    | 658                     |

## Freizeit

### Vereinswesen
- Dorfgemeinschaft Berghausen